# ピッツァ・クワトロ・スタジオーニ

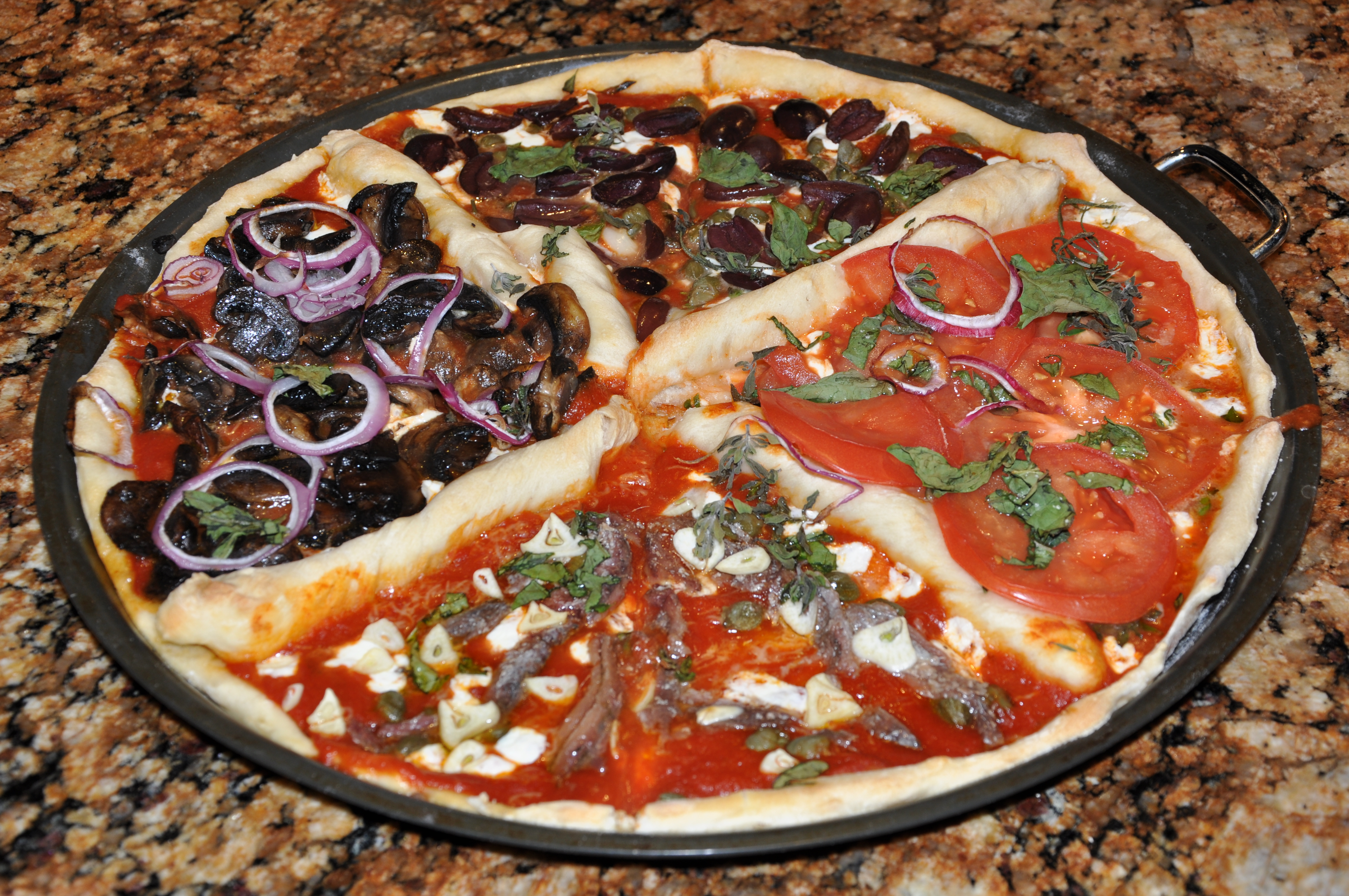
ピッツァ・クワトロ・スタジオーニの例

ピッツァ・クワトロ・スタジオーニ、クアットロ・スタジオーニ（イタリア語: pizza quattro stagioni）は、イタリアでの定番ピザの一種。
ピザ生地の上を4つに分けて、生ハム、サラミ、野菜などの具材をあしらったピザである。使用する具材には特に決まりはなく、提供する店によってさまざまであり、店の個性が現れる。
「クワトロ・スタジオーニ」は「四季」の意である。